# Ондреј Дуда
Ондреј Дуда (слч. Ondrej Duda) је словачки професионални фудбалер који игра на позицији везног играча за италијански фудбалски клуб Верону и репрезентацију Словачка.

## Клупска каријера
Ондреј Дуда је као професионални играч почео каријеру у фудбалском клубу Сњина, након чега је прешао у екипу Кошице. У фебруару 2014. потписао је уговор са пољским фудбалским клубом Легијом.
На утакмици трећег кола квалификација Лиге Европе између пољске Легије и албанског Кукешија, 2015. године, на Дуду је бачен камен и погодио га у главу. Због инцидента, УЕФА је одлучила да казни Кукеши тако што је доделила победу Легији од 3:0.
Дуда је 20. јула 2016. године постао играч Херте из Берлина, потписавши петогодишњи уговор. У јануару 2020. Дуда је прешао у Норич на позајмицу. Већ у септембру 2020. Ондреј Дуда се вратио у Немачку и потписао четворогодишњи уговор са Келном.
Дуда је 29. јануара 2023. отишао да заврши сезону у италијанском клубу Хелас Верона на позајмицу. Након што је клуб избегао испадање на крају сезоне, Дуда се придружио клубу на сталној основи за пријаву од око 2 милиона евра.

## Репрезентативна каријера
Дуда је дебитовао за словачку репрезентацију 18. новембра 2014, заменивши Марека Хамшика у 59. минуту у победи над Финском од 2:1 у Жилини.
Дуда је постигао први гол за Словачку у кампањи на Европском првенству УЕФА 2016, изједначивши резултат на 1–1 у мечу против Велса. Међутим, Словачка је на крају изгубила са 2–1. Он је свој први гол у квалификационим такмичењима постигао у десетој утакмици квалификација за Светско првенство 2018. године, играјући против Малте (победа од 3:0), чиме је Словачка освојила друго место у групи.
Дуда је био редован репрезентативац код Павела Хапала као и Штефана Тарковича, али често недоступан због повреда. Наставио је да наступа под вођством Франческа Калцоне. У марту 2023., након ремија без голова на домаћем терену против Луксембурга, Ерик Фаркаш из Деник Шпорта писао је критички о Дудиним укупним играма репрезентације, тврдећи да упркос врхунској доби од 28 година, није изгледао способан да замени Марека Хамшика након његовог међународног пензионисања у креативност и организацију игре, иако га је на ту позицију често постављало више стручњака.